# Казак, Иван Корнилович
Иван Корнилович Казак (13 ноября 1900 года, с. Орловка, Брацлавский уезд, Подольская губерния — 25 декабря 1966 года, Воронеж) — советский военный деятель, генерал-майор (11 июля 1945 года).

## Начальная биография
Иван Корнилович Казак родился 13 ноября 1900 года в селе Орловка Брацлавского уезда Подольской губернии.
В период с 1911 по 1916 годы учился в четырёхклассном Винницком высшем начальном училище.

## Военная служба

### Первая мировая и гражданская войны
В июле 1916 года призван вольноопределяющимся 2-го разряда в ряды Русской императорской армии и направлен в отдельный кавалерийский дивизион в составе 6-й Донской казачьей дивизии, после чего принимал участие в боевых действиях на Юго-Западном фронте. В конце года дивизия была передислоцирована в Винницу, а затем воевала в районе Луцка и Ковеля (Волынская губерния). В феврале 1918 года Казак был демобилизован из рядов армии, после чего вернулся в село Орловка.
В ноябре 1920 года призван в ряды РККА, после чего служил в отряде по борьбе с бандитизмом в составе Брацлавского уездного военкомата.

### Межвоенное время
В июле 1922 года направлен на учёбу на 15-е Киевские пехотные курсы, а затем переведён на 2-е Кавказские кавалерийские курсы, дислоцированные в Тифлисе, после окончания которых в сентябре 1923 года был назначен на должность помощника начальника команды конных пограничников в составе 3-го отдельного пограничного батальона войск ВЧК — ОГПУ в Ораниенбауме, а в марте 1924 года в этом же батальоне был назначен на должность помощника начальника пограничной заставы Кронштадтского погранотряда, а с мая того же года служил в Шлиссельбургском погранотряде на должностях инструктора кавалерийского дела и адъютанта отряда. В 1925 году вступил в ряды ВКП(б).
В феврале 1926 года Казак назначен на должность начальника пограничной заставы в составе 58-го Уссурийского кавалерийского погранотряда, дислоцированной в Никольске-Уссурийском. В июле 1927 года направлен на учёбу в Высшую пограничную школу ОГПУ в Москве, после окончания которой в августе 1929 года вернулся на прежнюю должность. В октябре того же года пограничная застава под командованием И. К. Казака была подвергнута нападению со стороны Китая, однако войска противника отступили, а в мае 1930 года Казак был награждён орденом Красного Знамени.
В марте 1932 года назначен на должность помощника коменданта пограничного участка по строевой части 57-го Хабаровского кавалерийского погранотряда в Бийске, в апреле 1935 года — на должность коменданта пограничного участка в составе 55-го Джалиндинского кавалерийского погранотряда, в октябре 1938 года — на должность начальника штаба отряда, а в декабре того же года — на должность заместителя начальника отряда по разведке. С января 1940 года исполнял должность начальника этого же погранотряда, а в июне того же года назначен на должность начальника штаба отряда.
В апреле 1941 года направлен на учёбу в Высшую школу НКВД в Москве.

### Великая Отечественная война
В июле 1941 года назначен на должность командира 9-го истребительного батальона, формировавшегося в составе Ленинского района Москвы, а в октябре — на должность командира 5-го стрелкового полка в составе 4-й Московской стрелковой дивизии. В январе 1942 года дивизия была преобразована в 155-ю стрелковую, а И. К. Казак назначен на должность командира 659-го стрелкового полка. В феврале дивизия была передислоцирована в район городов Андреаполь и Осташков и вскоре приняла участие в боевых действиях в ходе Ржевско-Вяземской и Сычёвско-Вяземской операций.
В июле 659-й стрелковый полк был преобразован в 1210-й и включён в состав 362-й стрелковой дивизии, а в декабре И. К. Казак был назначен на должность заместителя командира этой же дивизии, которая вскоре принимала участие в боевых действиях в ходе Ржевско-Вяземской операции, Курской битвы, а также Орловской, Брянской и Гомельско-Речицкой наступательных операций.
25 апреля 1944 года полковник Казак назначен на должность командира 324-й стрелковой дивизии, которая вскоре приняла участие в ходе Белорусской, Могилёвской, Минской и Осовецкой наступательных операций и освобождении городов Могилёв, Шклов и Быхов. 8 октября И. К. Казак был ранен, после чего лечился в госпитале. После выздоровления 23 декабря вернулся на прежнюю должность, после чего дивизия под его командованием участвовала в боевых действиях в ходе Восточно-Прусской, Млавско-Эльбингской и Кёнигсбергской наступательных операциях.

### Послевоенная карьера
После окончания войны дивизия участвовала в очищении Августовских лесов от бандформирований, а в октябре 1945 года была передислоцирована в Харьковский военный округ, где генерал-майор И. К. Казак был назначен на должность заместителя командира 69-го стрелкового корпуса.
В марте 1946 года направлен на учёбу на Высшие академические курсы при Высшей военной академии имени К. Е. Ворошилова, после окончания которых в феврале 1947 года назначен на должность заместителя командира 414-й стрелковой дивизии (Закавказский военный округ), в январе 1948 года — на должность командира 39-й стрелковой бригады (Северокавказский военный округ), в декабре 1949 года — на должность командира 73-й стрелковой дивизии, в августе 1950 года — на должность военного атташе при Посольстве СССР в Польской Народной Республике, а в марте 1954 года — на должность начальника военной кафедры Воронежского сельскохозяйственного института.
Генерал-майор Иван Корнилович Казак в январе 1958 года вышел в запас. Умер 25 декабря 1966 года в Воронеже.

## Награды
- Орден Ленина (06.05.1946);
- Пять орденов Красного Знамени (?.05.1930, 01.11.1944, 03.11.1944, 16.02.1945 17.05.1951);
- Орден Богдана Хмельницкого 2 степени (10.04.1945);
- Орден Отечественной войны 1 степени (05.01.1944);
- Орден Красной Звезды (12.08.1943);
- Медали.